# 酒泉鸟属
酒泉鸟属（学名：Jiuquanornis）是今鸟型类下的一个属，现已灭绝。该属包含一个模式种：牛氏酒泉鸟（Jiuquanornis niui），其化石发现于中国甘肃省昌马乡早白垩世下沟组，由王娅明等人于2013年首次命名。

## 形态
牛氏酒泉鸟的叉骨呈“U”形，不具有叉骨突。胸骨具有小的侧突。外梁末端向内膨大。中间梁延长，几乎和外梁等长。其胸骨形态与匙吻古喙鸟较相似，但与早白垩世其它今鸟型类具有明显差异。